# Fahed Al-Mutairi
Fahed Al-Mutairi es un deportista kuwaití que compitió en atletismo adaptado. Ganó tres medallas en los Juegos Paralímpicos de Verano entre los años 1988 y 1996.

## Palmarés internacional
| Juegos Paralímpicos | Juegos Paralímpicos      | Juegos Paralímpicos | Juegos Paralímpicos |
| Año                 | Lugar                    | Medalla             | Prueba              |
| ------------------- | ------------------------ | ------------------- | ------------------- |
| 1988                | Seúl (Corea del Sur)     | Medalla de bronce   | Maza C6             |
| 1992                | Barcelona (España)       | Medalla de plata    | Jabalina C6         |
| 1996                | Atlanta (Estados Unidos) | Medalla de oro      | Jabalina F35        |